# 김태원 (1902년)
김태원(金泰源, 1902~1926)은 일제강점기 평북 신의주 출신의 독립운동가이다. 
1961년 5월 16일 군사쿠데타로 집권한 박정희는 자신의 정당성을 확보하기 위해 민족정기를 바로 세운다는 명목이 필요했다. 그래서 가장 먼저 관심을 기울인 일이 독립운동가에 대한 포상이었다. 1962년 김구 등 중요 인물들에 대한 1차 서훈에 이어 1963년 2차 서훈을 단행했고, 대전 김태원을 비롯한 670명에 대한 포상이 이루어졌다. 제2차 서훈 대상자는 두 경로로 추려졌다. 첫째 경로는 상훈심의위가 공적을 발굴하여 서훈대상자를 추렸다. 대전 김태원의 경우는 심의위원회가 발굴하여 포상된 경우였다. 두 번째 경로는 본인 또는 유족이 신청한 경우로 안성의 김태원은 본인이 민원을 넣어 서훈을 신청했다. 상훈심의위는 포상요강을 마련한 뒤 대상자를 선별하였는데, 특이점은 요강 말미에 붙어 있는 다음의 문구이다. '재북자는 일률적으로 보류한다.' 1963년 독립운동을 함께 해온 동지들이 5명이나 심의위원이 되어 심사를 한 결과 대전 김태원은 발굴되어 독립장을 추서받았다. 아버지가 독립운동을 한 사실을 익히 알고 있던 후손들은 정부가 벽창의용단 활동을 인정하여 훈장을 내렸으니 당연히 몰랐던 활동이 큰 업적으로 평가받았나 보다 자랑스럽게만 여기며 50여 년을 지냈다.
헌데 2015년 오마이뉴스 심규상 기자가 '가짜 독립운동가' 프레임을 가지고 대전 김태원을 거론하는 기사를 쓰기 시작한다. 광복회 대전지부 감사 김영진은 가짜 독립운동가를 발본색원해야 한다는 주장을 펴며 기자회견을 한다. 경주 김씨 종친회장은 누구한테 들었는데 이랬다더라는 증언을 한다. 김영진의 부인 이순옥은 '독립운동가 김태원 공훈 의혹 진실규명 시민 공동조사단' 공동대표가 되어 보훈청 앞에서 연일 공적을 가로챈 사기꾼을 성토하는 시위를 벌인다. 국가보훈처는 2015년 8월 17일 대전 김태원의 서훈을 취소한다는 결정을 내리고,  '대전 김태원' 후손은 평북 김태원의 "유족이 아니다"라고 결론 내렸다. 정부가 훈장을 추서한 지 52년 만의 일이다.

## 생애
평북 신의주(의주군 의주면 서부동) 출신이다. 2000년 발행한 '김해 김씨 법흥파' 족보에는 부친이 김대건(金大鍵, 1885년생), 모친이 1881년생 '인동 장씨'(이름은 나와 있지 않음)다. 장남으로 결혼한 누나와 두 남동생이 있는 것으로 기록돼 있다.
1918년 약관의 몸으로 중국으로 망명하여 황포군관학교를 졸업했다. 그는 1919년 3·1운동 직후에 상해에서 임시정부가 수립되자 그 산하에서 활동했다
그는 1922년 남만에 있는 광복군 사령부 국내 파견원 등과 함께 평북 삭주(朔州) 군내에 들어와 대관면(大館面)의 일경주재소 및 창성주재소(昌城駐在所)를 습격, 일경 4명을 사살했다. 같은 해 8월에는 평북 벽동(碧潼) 창성 양군 경계지점에서 양승우(楊承雨)와 함께 평안남북도 지역의 군자금 모집과 일경 및 밀정 차단을 목적으로 무장항일단체인 벽창의용단을 조직해 맹렬하게 활동했다.
그는 평북 의주(義州)에서 일제기관인 보민회의 회장 오모(吳某)를 사살하고, 또 평남 대동군(大同郡)관내의 금촌(金村) 일경주재소를 습격하여 일본경찰 3명을 사살하기도 하였다. 계속하여 평북지역의 금융조합을 습격하는 한편 관서 일대를 무대로 일경과 밀정을 만나는 대로 사살하고 또 그들의 집까지 불태워버리는 등 일제의 간담을 서늘하게 만들었다.
다시 만주 관전현(滿洲寬甸縣)으로 건너가 항일투쟁을 계속하였으며, 1926년 5월에 다시 국내에 진입하여 군자금 모집 활동을 전개하던 중 신의주(新義州)에서 일본 경찰에게 체포되었다. 그는 1926년 5월 14일 신의주지방법원에서 사형선고를 받고 평양복심법원에서 항소하였으나, 1926년 9월 4일 기각당하고 평양감옥에 수감되어 1926년 12월 23일 순국하였다.

## 오마이뉴스가 복원한 일대기
<오마이뉴스>가 당시 신문 기사를 토대로 역사속에서 사라진 '평북 김태원'의 일대기를 복원해 보았다.
-1902년/ 평북 의주군 의주면 서부동에서 모친 장씨 사이에서 출생(출처/ <조선일보> 1926.4.23, <조선일보> 1926.12.30), <중외일보> 1926.12.31)
-1919년/ 중국 관전현에 건너가 독립단에 가입, 독립단 관남지부에서 활동(출처/ <동아일보> 1926.7.1)
-1920년/ 양승우를 단장으로 한 벽창의용단 가입 (출처/ <동아일보> 1926.7.1)
-1920년 6월/ 평안북도 창성군 신창면 풍동리 오석찬 집에서 군자금 청구 응하지 않자 관계자 사살(출처/ <동아일보> 1926.7.1)
-1920년 7월/ 동리 오초여의 집에서 군자금 확보, 오초여 사살 (출처/ <동아일보> 1926.7.1)
-1925년 봄/ 신의주경찰서 체포 (출처/ <동아일보> 1926.9.6)
-1926년/4월21일/ 신의주지방법원 공판, 검사 사형구형 (출처/ <조선일보> 1926.4.23, ,<신민일보> 1926.5.20)<'방청객 물밀듯이 몰려들어 입추의 여지가 없었음, 경계 엄중, 근래에 보기드믄 큰 재판, 김태원 "오직 대한민족의 독립을 위해 한일... 각오하고 한 일로 죽는 것을 아끼는 비열한 내가 아니지만 대한민족이 아닌 다른 민족에게 사형선고를 받는 것이 오직 통분할 따름이다"웅변 보도>
-1926년/5월14일/ 신의주지방법원 사형선고, 현장에서 불복항소(출처/<조선일보> 1926.5.16, <동아일보> 1926.7.1)
-1926년/7월 1일/ 평양복심법원 공판개시 예정이었으나  15일로 연기(출처/<동아일보> 1926.7.3,<조선일보> 1926.7.4)
-1926년/7월15일/ 변호사 변론관계로 8월 17일로 공판연기/(출처/ <동아일보> 1926.7.17)
-1926년/8월26일/ 평양복심법원 검사 사형구형 (출처/<동아일보> 1926.9.6)
-1926년/9월 4일/ 오전 9시, 평양복심법원 오전 9시, 사형선고 (출처/<동아일보> 1926.9.6)
-1926년/11월 8일/ 경성고등법원 상고기각 (출처/<중외일보> 1926.12.26)
-1926년/12월21일/ 평양지방법원, 불원중 사형집행 예정임을 밝힘 (출처/<중외일보> 1926.12.26)
-1926년/12월23일/ 오전 11시, 평양형무소에서 사형, 향년 24세(출처/<조선일보> 1926.12.30 <중외일보>1926.12.31), <조선> 김태원 모친 거주 장씨 집 찾아가 대면 인터뷰

## 대전 김태원의 서훈 가로채기
‘김태원 서훈’ 논란은 이름만 같은 독립운동가의 행적을 도용한 대표적 사례다. 2015년 대전 지역 시민단체와 언론 등에서 “그가 평안북도 출신 김태원(1902~1926)의 공적을 가로챘다”고 주장하기 시작했다. 대전 김태원은 생년월일과 가족 관계 등이 보훈처 자료 내용과 판이했다. 당시 신문기사를 보면 평북 김태원은 1926년 검거 당시 사형을 당한 것으로 나온다. 하지만 대전 김태원은 평북 김태원의 행적을 차용한 뒤 “사형 집행을 앞두고 기적적으로 탈출했다”며 결말만 바꿨다. 1963년 대전 김태원의 후손들이 독립운동가인 '평북 김태원'과 '안성 김태원'(金泰源, 1896~1975, 충북 보은 출생)의 활동을 가져와 연금 등 보훈 혜택을 받았다. 재검증에 나선 국가보훈처는 유족 등록을 취소하고 최근 5년간 지급된 보훈연금도 반납하라고 결정했다. 대전 김태원의 아들 정인씨는 지금도 독립유공자 후손 자격으로 대한민국임시정부 기념사업회 이사직을 맡고 있다. 기념사업회 관계자는 "김씨의 이사직 임기가 오는 11월까지"라며 "그때까지만 이사직을 유지하게 할 예정"이라고 말했다.대전 김태원의 절친 김의한 선생의 아들인 임시정부 기념사업회 회장 김자동 선생은 아버지의 친구이자 동지인 김태원은 대전 김태원 선생말고는 없다고 증언한다. 또다른 친구이자 동지 안경근 선생은 죽기 전까지 대전 김태원 후손의 집에 드나들며 후손들에게 할아버지 역할을 대신 해주었다.
문제는 보훈처가 대전 김태원 논란이 불거지기 4년 전인 2011년부터 이 내용을 알고 있었다는 것이다. 실제로 보훈처 자료에는 “1963년 독립장을 수여한 김태원은 평북 신의주 출신인데, 독립유공자로 등록한 김태원은 대전 출신이다. 생년과 본적, 사망일시가 다르고 인척관계도 상이하다”고 적혀 있다.
이에 대해 보훈처는 “2011년 당시 상황을 확인할 기록이나 서류, 담당자가 남아 있지 않다“고 해명했다. 정부가 가짜 독립유공자를 솎아낼 의지가 진짜로 있는지 의심이 드는 대목이다.

## 오마이뉴스, 가짜 김태원 특종 보도
오마이뉴스는 2015년 4월 '훈장까지 받은 독립운동가 행적이 의심스럽다' 등 18건의 기사를 통해 대전의 대표적인 '독립운동가 김태원'이 가짜라는 사실을 밝혀냈다. '가짜 독립운동가'의 행정을 추적 보도한 <오마이뉴스> 심규상 기자는 '이달의 기자상'을 수상했다.
대전지역 중견 언론인들의 모임인 '사단법인 목요언론인클럽(회장 송화순)'은 2015년 9월 10일 2015년 3분기 '이달의 기자 상' 시상식을 갖고 <오마이뉴스> 심규상 기자와 <CMB 대전방송> 박성원·한상필 기자에게 상패와 상금을 전달했다.
신문부문 '이달의 기자 상'에 선정된 심 기자는 지난 4월 '훈장까지 받은 독립운동가 행적이 의심스럽다'를 시작으로 두 달 동안 18건의 기사를 통해 대전의 대표적인 '독립운동가 김태원'이 가짜라는 사실을 밝혀냈다.
이러한 심 기자의 끈질긴 추적 보도에 따라 지난 8월 국가보훈처 보훈심사위원회는 독립운동가 김태원의 후손이라며 약 50년 가까이 보훈연금 등을 받아온 김 아무개 씨 등이 유족이 아닌 것으로 결론을 내렸다.
이는 정부가 평북 출신 독립운동가 김태원 선생에게 서훈을 추서한 지 52년 만의 일이다. 결국 대전 김태원의 후손이 평북 김태원의 독립운동 행적을 가로채, 독립운동가 유족 행세를 해온 것이 들통난 것이다.